# Tadeusz Wieczorek (ur. 1937)
Tadeusz Wieczorek (ur. 8 maja 1937 w Złoczowie) – polski aktor teatralny, filmowy i telewizyjny.

## Życiorys
W 1961 roku ukończył studia na Oddziale Lalkarskim przy Wydziale Aktorskim Państwowej Wyższej Szkoły Teatralnej w Krakowie. Egzamin eksternistyczny zdał tam w roku 1966.
W 1957 roku występował w Teatrze im. Juliusza Słowackiego w Krakowie, w latach 1961–1963 i 1964–66 w Teatrze im. Aleksandra Fredry w Gnieźnie, w latach 1963–1964 w Teatrze Ziemi Lubuskiej w Zielonej Górze, w latach 1966–1970 w Teatrze im. Adama Mickiewicza w Częstochowie, w latach 1970–1973 w Teatrze Rozmaitości w Krakowie, w latach 1982–1988 w Teatrze Ludowym w Krakowie – Nowej Hucie. W latach 1973–1982 i 1988–1991 był aktorem Teatru Bagatela w Krakowie, gdzie występował także po przejściu na emeryturę, do roku 2014.
Występował w rolach drugoplanowych w filmach, serialach i spektaklach Teatru Telewizji. Gościnnie występował w realizacjach Teatru Polskiego Radia.
Ożenił się z aktorką Ewą Zytkiewicz.

## Spektakle
- 1961: Niezwykła przygoda (Teatr im. Aleksandra Fredry w Gnieźnie, reż. Alina Obidniak)
- 1962: Irkucka historia (Teatr im. Aleksandra Fredry w Gnieźnie, reż. Alina Obidniak) jako Denis
- 1962: Grube ryby (Teatr im. Aleksandra Fredry w Gnieźnie, reż. Władysław Stoma) jako Filip
- 1962: Sen nocy letniej (Teatr im. Aleksandra Fredry w Gnieźnie, reż. Zbigniew Kopalko) jako Spodek
- 1963: Ten, który dotrzymuje słowa (Teatr im. Aleksandra Fredry w Gnieźnie, reż. Alina Obidniak) jako Ze-Osiołek
- 1963: Balladyna (Teatr Ziemi Lubuskiej w Zielonej Górze, reż. Bohdan Czechak) jako Lekarz, Poseł z Gniezna
- 1964: Pierwszy dzień wolności (Teatr Ziemi Lubuskiej w Zielonej Górze, reż. Antoni Słociński) jako Paweł
- 1964: Uciekła mi przepióreczka (Teatr im. Aleksandra Fredry w Gnieźnie, reż. Andrzej Uramowicz) jako Kleniewicz
- 1965: Wieczór Trzech Króli (Teatr im. Aleksandra Fredry w Gnieźnie, reż. Przemysław Zieliński) jako Antonio
- 1965: Małżeństwo Kreczyńskiego (Teatr im. Aleksandra Fredry w Gnieźnie, reż. Jerzy Hoffmann) jako Iwan Antonycz Rasplujew
- 1965: Anioł na dworcu (Teatr im. Aleksandra Fredry w Gnieźnie, reż. Krystyna Wydrzyńska) jako Nieznajomy
- 1966: Bohater bez chorągwi (Teatr im. Aleksandra Fredry w Gnieźnie, reż. Olga Koszutska) jako Ludwik Jakimiak
- 1966: Paryski Gavroche (Teatr im. Aleksandra Fredry w Gnieźnie, reż. Stefania Domańska) jako Montparnasse
- 1966: Stanisław i Bogumił (Teatr im. Aleksandra Fredry w Gnieźnie, reż. Przemysław Zieliński) jako Radosz
- 1966: Drewniana miska (Teatr im. Adama Mickiewicza w Częstochowie, reż. Andrzej Uramowicz) jako Floyd Dennison
- 1967: Wesele (Teatr im. Adama Mickiewicza w Częstochowie, reż. Jerzy Ukleja) jako Gospodarz
- 1967: Tango (Teatr im. Adama Mickiewicza w Częstochowie, reż. Edmund Pietryk) jako Stomil
- 1967: Opera za trzy grosze (Teatr im. Adama Mickiewicza w Częstochowie, reż. Ryszard Smożewski) jako Peachum
- 1967: Żabusia (Teatr im. Adama Mickiewicza w Częstochowie, reż. Andrzej Uramowicz) jako Bartnicki
- 1967: Pastorałka (Teatr im. Adama Mickiewicza w Częstochowie, reż. Jerzy Ukleja) jako Herod
- 1968: Ali Baba i 40 rozbójników (Teatr im. Adama Mickiewicza w Częstochowie, reż. Andrzej Uramowicz) jako Ali-Baba
- 1968: Pani Prezesowa (Teatr im. Adama Mickiewicza w Częstochowie, reż. Andrzej Uramowicz) jako Augustyn Tricointe
- 1968: Królewskie łowy (Teatr im. Adama Mickiewicza w Częstochowie, reż. Jerzy Ukleja) jako Lurwell
- 1968: Tor (Teatr im. Adama Mickiewicza w Częstochowie, reż. Ryszard Smożewski) jako Guilbert Pascal, Fotoreporter
- 1969: Fizycy (Teatr im. Adama Mickiewicza w Częstochowie, reż. Bohdan Czechak) jako Ryszard Voss
- 1969: Trzy białe strzały (Teatr im. Adama Mickiewicza w Częstochowie, reż. Andrzej Uramowicz) jako Leniwy Burczymucha
- 1969: Chłopi (Teatr im. Adama Mickiewicza w Częstochowie, reż. Wanda Wróblewska) jako Maciek
- 1969: Rewizor (Teatr im. Adama Mickiewicza w Częstochowie, reż. Jerzy Ukleja) jako Anton Antonowicz Skwoznik-Dmuchanowski
- 1970: Balladyna (Teatr im. Adama Mickiewicza w Częstochowie, reż. Józef Wyszomirski) jako Grabiec
- 1970: Akwarium 2 (Teatr Rozmaitości w Krakowie, reż. Ryszard Smożewski) jako pan Zenon Branicki
- 1971: Jasełka (Teatr Rozmaitości w Krakowie, reż. Jerzy Ukleja) jako Herod, Pasterz
- 1971: Wielki człowiek do małych interesów (Teatr Rozmaitości w Krakowie, reż. Józef Wyszomirski) jako Ambroży Jenialkiewicz
- 1971: Profesja pani Warren (Teatr Rozmaitości w Krakowie, reż. Maria Malicka) jako Samuel Gardner
- 1972: Szelmostwa Skapena (Teatr Rozmaitości w Krakowie, reż. Józef Wyszomirski) jako Geront
- 1973: Kariera Artura Ui (Teatr Bagatela w Krakowie, reż. Mieczysław Górkiewicz) jako Oskarżyciel
- 1973: Bezsenność (Teatr Bagatela w Krakowie, reż. Mieczysław Górkiewicz) jako Sam Hook
- 1973: Po górach, po chmurach (Teatr Bagatela w Krakowie, reż. Mieczysław Górkiewicz) jako Osioł
- 1974: O Rumcajsie rozbójniku (Teatr Bagatela w Krakowie, reż. Aleksander Lic) jako Humpal
- 1974: Boy-mędrzec (Teatr Bagatela w Krakowie, reż. Mieczysław Górkiewicz) jako Polemista
- 1975: Zapomnieć o Herostratesie (Teatr Bagatela w Krakowie, reż. Mieczysław Górkiewicz) jako Herostrates
- 1976: Narkomani (Teatr Bagatela w Krakowie, reż. Mieczysław Górkiewicz) jako Minister Informacji
- 1976: Jeszcze raz Elektra (Teatr Bagatela w Krakowie, reż. Mieczysław Górkiewicz) jako Drugi przyjemniaczek
- 1977: Irydion (Teatr Bagatela w Krakowie, reż. Jerzy Zegalski) jako Tubero
- 1977: Matka Joanna od Aniołów (Teatr Bagatela w Krakowie, reż. Leopold René Nowak) jako Wołodkowicz
- 1977: Szkoła żon (Teatr Bagatela w Krakowie, reż. Mieczysław Górkiewicz) jako Enryk
- 1977: Panna Tutli-Putli (Teatr Bagatela w Krakowie, reż. Mieczysław Górkiewicz) jako Wyznawca działacza społecznego
- 1978: Kram z piosenkami (Teatr Bagatela w Krakowie, reż. Barbara Fijewska) jako Mąż, Pan
- 1979: Radość z odzyskanego śmietnika (Teatr Bagatela w Krakowie, reż. Mieczysław Górkiewicz) jako generał Krywult
- 1980: Polly (Teatr Bagatela w Krakowie, reż. Tadeusz Wiśniewski) jako Capstern
- 1980: Dyl Sowizdrzał (Teatr Bagatela w Krakowie, reż. Tadeusz Ryłko) jako Claes
- 1981: Wesele raz jeszcze (Teatr Bagatela w Krakowie, reż. Ewa Kutryś) jako Skarupa
- 1981: Poncjusz Piłat piąty procurator Judei (Teatr Bagatela w Krakowie, reż. Piotr Paradowski) jako Michał A. Berlioz
- 1982: Burza (Teatr Bagatela w Krakowie, reż. Włodzimierz Nurkowski) jako Sebastian
- 1982: Nie-Boska komedia (Teatr Ludowy w Krakowie, reż. Włodzimierz Nurkowski) jako Ojciec chrzestny
- 1983: Szelmostwa Skapena (Teatr Ludowy w Krakowie, reż. Tadeusz Kwinta) jako Geront
- 1984: Tańcujące zbiegowisko (Teatr Ludowy w Krakowie, reż. Tadeusz Kwinta) jako Dozorca Florian
- 1985: Parady (Teatr Ludowy w Krakowie, reż. Tadeusz Malak) jako Doktor
- 1985: Ucieczka (Teatr Ludowy w Krakowie, reż. Henryk Giżycki) jako Paramon Korzuchin
- 1986: Pieszo (Teatr Ludowy w Krakowie, reż. Mikołaj Grabowski) jako Nauczyciel
- 1987: Popas króla jegomości (Teatr Ludowy w Krakowie, reż. Matylda Krygier) jako Miecznik Kręgosławski
- 1988: Opowieść wigilijna (Teatr Ludowy w Krakowie, reż. Vojo Stankovski) jako Pan II, Tęgi kupiec
- 1988: Krawcy szczęścia (Teatr Bagatela w Krakowie, reż. Tadeusz Kwinta) jako Król Przedobry VI
- 1990: Burzliwe życie Lejzorka Rojtszwańca (Teatr Bagatela w Krakowie, reż. Wojciech Ziętarski) jako Borys Samojłowicz Chejfec, Goldbruch
- 1990: Żaby (Teatr Bagatela w Krakowie, reż. Stanisław Nosowicz) jako Dionizos
- 1990: Pastorałka (Teatr Bagatela w Krakowie, reż. Tadeusz Malak) jako Bączał, Herod
- 1991: Wieczór Trzech Króli albo co chcecie (Teatr Bagatela w Krakowie, reż. Krzysztof Orzechowski) jako Błazen (Feste)
- 1992: Co się komu w duszy gra... (Teatr Bagatela w Krakowie, reż. Anna Polony, Andrzej Mrowiec) jako Żyd
- 1994: Mayday (Teatr Bagatela w Krakowie, reż. Wojciech Pokora) jako Inspektor Porterhouse[a]
- 1994: Przysięga Kościuszki (przedstawienie impresaryjne, reż. Jerzy Zoń) jako Gwardian OO Kapucynów
- 1994: Ośle lata (Teatr Bagatela w Krakowie, reż. Wojciech Pokora) jako Sydney Birkett
- 1998: Czego nie widać (Teatr Bagatela w Krakowie, reż. Krzysztof Orzechowski) jako Selsdon Mowbray
- 1999: Tajemniczy ogórd (Teatr Bagatela w Krakowie, reż. Janusz Szydłowski) jako Ben
- 2001: Trzy siostry (Teatr Bagatela w Krakowie, reż. Andrzej Domalik) jako Iwan Czebutykin
- 2002: Bez seksu proszę (Teatr Bagatela w Krakowie, reż. Janusz Szydłowski) jako Nadinspektor Paul
- 2003: Skrzypek na dachu (Teatr Bagatela w Krakowie, reż. Jan Szurmiej) jako Rabin

Opracowano na podstawie materiału źródłowego.

## Filmografia
- 1973: Janosik (serial telewizyjny) – odcinek 4
- 1974: Homer i orchidea (spektakl telewizyjny) jako Adrastos
- 1978: Gra o wszystko (film telewizyjny)
- 1981: Dom na granicy (spektakl telewizyjny) jako Dyplomata
- 1983: Wróg ludu (spektakl telewizyjny)
- 1986: Blisko, coraz bliżej (serial telewizyjny) – odcinek 11
- 1989: Ryszard III (spektakl telewizyjny) jako Sir Robert Brakenbury, komendant Tower
- 1996: Opowieść o Józefie Szwejku i jego drodze na front (serial telewizyjny) – odcinki 9,10; jako Vaniek
- 1999: Przygody dobrego wojaka Szwejka (film telewizyjny)
- 2003: Tak czy nie? (serial telewizyjny) – odcinek 2; jako mecenas Grochojecki

Opracowano na podstawie materiału źródłowego.